# 共产党人刘少奇
《共产党人刘少奇》是2019年首播的中国大陆电视剧，由嘉娜·沙哈提执导，赵波、侯京健、宋佳玲、徐百卉、陈秋伶、林旭等主演。2019年3月19日在央视一套播出。